# Què els passa, als homes? (pel·lícula)
Què els passa, als homes? (títol original en anglès, He's Just Not That Into You) és una pel·lícula estatunidenca del 2009 del gènere de la comèdia romàntica, dirigida per Ken Kwapis, basada en el llibre d'auto-ajuda del mateix nom de Greg Behrendt i Liz Tuccillo, que al mateix està inspirat en una línia de diàleg de Sex and the City. La pel·lícula compta amb un repartiment en conjunt que inclou Ben Affleck, Jennifer Aniston, Drew Barrymore, Scarlett Johansson, Sasha Alexander, Justin Long, Jennifer Connelly, Ginnifer Goodwin, Kevin Connolly, i Bradley Cooper.

## Argument
Neil (Ben Affleck) i Beth (Jennifer Aniston) porten sortint set anys i ell no creu en el matrimoni. El seu amic Ben (Bradley Cooper) està casat amb Janine (Jennifer Connelly) i li és infidel amb Anna (Scarlett Johansson), de la que està terriblement enamorada seu ex (Kevin Connolly). Gigi (Ginnifer Goodwin), amiga de Beth i Janine, intenta trobar l'home dels seus somnis i acaba rebent consells d'un cambrer (Justin Long) que sembla un expert en relacions. I Mary (Drew Barrymore) és una dona obsessionada amb les cites per internet.

## Repartiment
- Ben Affleck: Neil Jones
- Jennifer Aniston: Beth Murphy
- Jennifer Connelly: Janine Gunders
- Kevin Connolly: Conor Barry
- Scarlett Johansson: Anna Taylor
- Bradley Cooper: Ben Gunders
- Ginnifer Goodwin: Gigi Phillips
- Drew Barrymore: Mary Harris
- Justin Long: Alex
- Hedy Burress: Laura
- Leonardo Nam: Joshua Nguyen
- Kris Kristofferson: Rod Murphy
- Wilson Cruz: Nathan
- Morgan Lily: Chica en el parque
- Natasha Leggero: Amber Gnech
- Greg Behrendt: Priest
- Sasha Alexander: Catharine
- Corey Pearson: Jude
- Frances Callier
- Angela V. Shelton
- Busy Philipps: Kelli Ann
- Bill Brochtrup: Larry

## Producció
La ciutat de Baltimore, Maryland, va ser seleccionada per al rodatge  Què els passa, als homes?, perquè no havia estat utilitzada com a escenari de recents comèdies romàntiques. A més, el guionista Marc Silverstein havia viscut a la ciutat alguns anys abans d'anar a la universitat.
La data de llançament original de la pel·lícula va ser ajornada, en passar del 24 d'octubre de 2008 al 13 de febrer de 2009, i finalment al 6 de febrer de 2009.

## Rebuda
La pel·lícula ha rebut crítiques diverses. A partir del 9 de juliol Rotten Tomatoes va informar que el 43% dels crítics va donar comentaris positius sobre la base de 145 comentaris. Un altre portal, Metacritic, que assigna una qualificació normalitzada de 100 comentaris de la premsa mainstream, va donar a la pel·lícula un 48% d'aprovació basat en 30 comentaris.
Tot i que la pel·lícula va rebre crítiques diverses, Ginnifer Goodwin, Jennifer Connelly, Jennifer Aniston i Ben Affleck són sovint elogiats per la crítica per destacar a la pel·lícula i Colm Andrés d'IOM va ser molt favorable, dient: "El guió és perfecte i de tant en tant, malgrat sentir-se com un episodi de televisió molt polit, la pel·lícula està estarrufada d'energía".

### Taquilla
En el seu primer cap de setmana, la pel·lícula va recaptar 27,8 milions dòlars, i la recaptació mundial arriba a un total de 172.011.653 dòlars, un èxit atès el seu pressupost de 25 milions.

## Banda sonora
La banda sonora de  Què els passa, als homes? va ser composta per Cliff Eidelman, que la va gravar amb l'orquestra Hollywood Studio Symphony, de 80 membres.
1. Corinne Bailey Rae - "I'd Like To"
2. My Morning Jacket - "I'm Amazed"
3. The Human League - "Don't You Want Me"
4. R.E.M. - "Supernatural Superserious"
5. Tristan Prettyman - "Madly"
6. Talking Heads - "This Must Be the Place (Naive Melody)"
7. The Black Crowes - "By Your Side"
8. Wilco - "I Must Be High"
9. James Morrison - "You Make It Real"
10. Maroon 5 - "If I Never See Your Face Again"
11. The Replacements - "Can't Hardly Wait"
12. The Ting Tings - "Fruit Machine"
13. Lily Allen - "Smile"
14. Keane - "Somewhere Only We Know"
15. Erin McCarley - "Love, Save the Empty"
16. The Cure - "Friday I'm In Love"
17. Scarlett Johansson - "Last Goodbye"